# Sybra rouyeri
Sybra rouyeri là một loài bọ cánh cứng trong họ Cerambycidae.